# Эдди, Чак
Чак Эдди (англ. Chuck Eddy; род. 26 ноября 1960, Детройт, Мичиган) — американский музыкальный журналист.

## Биография
Чак Эдди родился в Детройте, штат Мичиган. Начав свою журналистскую карьеру публикациями в The Village Voice и Creem, Эдди получил широкую известность взяв одно из первых национальных интервью у группы The Beastie Boys в середине 1980-х. Впоследствии сотрудничал с Rolling Stone, Spin, Entertainment Weekly, а также других американскими изданиями. Является автором трёх книг: «Stairway to Hell: The 500 Best Heavy Metal Albums in the Universe», «The Accidental Evolution of Rock and Roll» и «Rock and Roll Always Forgets: A Quarter Century of Music Criticism».
В 1999 году был приглашён на пост музыкального редактора газеты The Village Voice, где проработал семь лет. После слияния холдингов Village Voice Media и New Times был уволен из-за своего «музыкального вкуса», недолгое время проработав в хэви-метал блоге сервиса URGE, а также в журнале Harp, где вел колонку под названием «The Last Roundup» обозревая компакт-диски. После этого был приглашён в журнал Billboard на должность старшего редактора, пробыв там с 2006 по 2007 годы.
В настоящее время Эдди работает фрилансером в Остине, штат Техас. Он ведет регулярную колонку «Essentials» для журнала Spin; публикует записи в блогах и несколько музыкальных обзоров еженедельно, а также сотрудничает с порталами Rhapsody.com и eMusic. Он также является автором нескольких радиостанций сервиса Clear Channel.
Публиковался в нескольких музыкальных антология, включая The Rolling Stone Illustrated History of Rock and Roll (Random House, 1992); Spin Alternative Record Guide (Vintage, 1995); Stars Don’t Stand Still in the Sky: Music And Myth (NYU Press, 1999); Bubblegum Music Is The Naked Truth (Feral House, 2001); Creem: America’s Only Rock ‘n’ Roll Magazine (Collins, 2007); и 1000 Songs To Change Your Life (Time Out, 2008).